# 多博 (甘比亞)
多博（英語：Dobo）是位於西非國家甘比亞中河區薩米縣的一個小村莊。該村毗鄰多博森林公園。
多博常住人口約535人。海拔高度39公尺。多博有一座清真寺。